# Jutta Bojsen-Møller
Jutta Kunigunde Bojsen-Møller født Bojsen (17. marts 1837 i Store Heddinge - 12. januar 1927 i København) var en dansk højskolemoder, kvindesagsforkæmper og formand for Dansk Kvindesamfund 1894-1910.

## Familie og opvækst
Datter af forfatter Eline Boisen født Heramb (27. juli 1813 i Kongsberg, Norge, 27. maj 1871 i Stege) og sognepræst og politiker Frederik Engelhardt Boisen (11. februar 1808 i Vesterborg – 17. september 1882 på Frederiksberg). 
Som næstældst i en søskendeflok på 11 tilbragte Jutta barndommen i den toneangivende grundtvigianske Boisenfamilie i Skørpinge ved Slagelse. I Træk fra et langt Liv, 1924, fremstiller Jutta forældrenes ægteskab som kærlighedsbårent og sin opvækst som lys og lykkelig. Juttas Grundtvigkritiske mor Eline havde dog en anden opfattelse af hendes ægteskab, hvilket hun skrev om i sine erindringer.

## Højskolebevægelsen
Som medlem af Boisenfamilien var Jutta meget engageret i højskolebevægelsen. Flere af hendes søskende grundlagde højskoler. Sammen med manden, Frederik havde Jutta uden held forsøgt at oprette en højskole i Sejling. Men i 1888 (4 år inden ægtefællens død) blev Jutta opfordret af deres ugifte kapellan K. Bjerre til at blive højskolemoder på en ny højskole i Sorø, som han skulle lede. Bekymring over familiens fremtidige forsørgelse fik Frederik overtalt til at bifalde projektet og sammen flyttet familien til Sorø. 
Juttas forhandlingsevner fik højskoleprojektet skudt i gang og hun holdt sin første offentlig tale ved Sorø Højskoles (Bojsensminde) indvielse i 1888. 
Hendes næste højskoleprojekt var i 1897, hvor Jutta bragte Grundtvig Højskolen tilbage til sit oprindelige formål som stedets højskolemoder. 
Fra 1905-09 var Jutta højskolemoder ved broderen Fredes højskole Rødkilde.

## Kvindesagen og Moder Jutta
Jutta blev i 1894 valgt til formand for Dansk Kvindesamfund på trods af hendes manglende kvindepolitiske erfaring. Med hendes tætte kontakt til højskolebevægelsen og den politiske elite samt hendes forhandlingsevner forblev hun på posten frem til 1910. Under hendes formandskab forøges medlemstallet fra 1000 til 7000 medlemmer og antallet af lokale kredse steg til over 100. 
I denne periode oprettes adskillige andre kvindeorganisationer, samt paraplyorganisationen Danske Kvinders Nationalråd i 1899. Jutta meldte sig personligt ind i Danske Kvindeforeningers Valgretsudvalg, da det blev stiftet i 1898 af Louise Nørlund og hun havde i det hele taget en meget forsonlig stil. I 1910 blev Jutta afløst som formand af Marie Riising Rasmussen. Jutta blev udnævnt til æresformand var med i spidsen af Kvindetoget den 5. juni 1915
Jutta var en stærk førerskikkelse for Dansk Kvindesamfund, hvor hun gik under navnet Moder Jutta og i 1925 fik hun Fortjenstmedaljen i guld.

## Ægteskab og børn
Jutta giftede sig som 20-årig, den 4. januar 1857 med den 22 år ældre sognepræst Frederik Otto Ditlev Møller, (23. juli 1814 i Odder - 27. juni 1892 i København). Jutta levede i 35 år som præstekone på landet og det var først efter mandens død, da hun var 55 år at hun begyndte sit offentlige virke som kvindesagsforkæmper. Datteren Eli beskrev hjemmet som traditionelt patriarkalsk hvor hendes mor, Jutta afholdte sig fra offentlig fremtræden i faderens levetid.
Sammen fik de børnene: Aage (1857), Gudrun (1859), Eli (1863), Frede (1867), Otto (1870), Tage (1871), Helge (1874), Olav (1876).
De seks sønners uddannelse blev finansieret af familien, mens datteren Eli selv måtte selv finansiere sin uddannelse til læge. 